# Lotus (Nelumbo)
 For alternative betydninger, se Lotus. (Se også artikler, som begynder med Lotus)
Lotus (Nelumbo) er en slægt af urteagtige vandplanter, der er udbredt med 2 arter i Nordamerika, Mellemamerika og Caribien, Sydasien og Australien. Slægten kan kendes fra Nøkkerose og Åkande på, at bladene er skjoldformede, altså helt runde. Nelumbo har desuden en meget karakteristisk frøstand (se billedet).
Der har været megen diskussion om, hvor slægten skal anbringes inden for planteriget. Med APG II ligger det dog fast, at den er den eneste slægt i familien Nelumbonaceae, som hører hjemme i ordenen Proteales.
| Arter |

- Lotus (Nelumbo nucifera)
- Lotus lutea